# Gran Premio de Suecia de Motociclismo de 1971
El Gran Premio de Suecia de Motociclismo de 1971 fue la octava prueba de la temporada 1971 del Campeonato Mundial de Motociclismo. El Gran Premio se disputó el 24 y 25 de julio de 1971 en el Circuito de Anderstorp.

## Resultados 500cc
Los problemas financieros de Rob Bron comenzaron a venir a mitad de temporada. Ya había hecho una llamada para pedir dinero. Fue ayudado por el equipo Jamathi, pero no había piezas disponibles para su máquina. Bron logró subir del octavo al quinto puesto, pero falló por problemas mecánicos. Su competidor Keith Turner quedó segundo detrás de Giacomo Agostini bajo una lluvia torrencial, mientras que Tommy Robb (Seeley) terminó tercero.
| Pos.    | Piloto             | Moto      | Tiempo        | Pts. |  |
| ------- | ------------------ | --------- | ------------- | ---- |  |
| 1       | Giacomo Agostini   | MV Agusta | 1: 25' 14" 63 | 15   |  |
| 2       | Keith Turner       | Suzuki    | +28" 86       | 12   |  |
| 3       | Tommy Robb         | Seeley    | +35" 51       | 10   |  |
| 4       | Ulf Nilsson        | Seeley    | +1 Vuelta     | 8    |  |
| 5       | Kaarlo Koivuniemi  | Seeley    | +1 Vuelta     | 6    |  |
| 6       | Dave Simmonds      | Kawasaki  | +1 Vuelta     | 5    |  |
| 7       | Morgan Rådberg     | Monark    | +1 Vuelta     | 4    |  |
| 8       | Bo Granath         | Husqvarna | +1 Vuelta     | 3    |  |
| 9       | Johnny Bengtsson   | Kawasaki  | +1 Vuelta     | 2    |  |
| 10      | Jack Findlay       | Suzuki    | +2 Vueltas    | 1    |  |
| 11      | Börje Andersson    | Honda     | +2 Vueltas    |      |  |
| 12      | Louis With         | Kawasaki  | +2 Vueltas    |      |  |
| 13      | Charlie Dobson     | Seeley    | +3 Vueltas    |      |  |
| 14      | Claus Tarum        | Honda     | +3 Vueltas    |      |  |
| 15      | Peter Jones        | Suzuki    | +4 Vueltas    |      |  |
| 16      | Oiva Papunen       | Kawasaki  | +4 Vueltas    |      |  |
| 17      | Morten Hauger      | Honda     | +7 Vueltas    |      |  |
| 18      | Jöram Blom         | Seeley    | +8 Vueltas    |      |  |
| 19      | Matti Salonen      | Yamaha    | +8 Vueltas    |      |  |
| 20      | Hasse Rutgersson   | HRS       | +10 Vueltas   |      |  |
| Ret     | Kai Kuparinen      | Suzuki    | Ret           |      |  |
| Ret     | Rob Bron           | Suzuki    | Ret           |      |  |
| Ret     | Eric Offenstadt    | Kawasaki  | Ret           |      |  |
| Ret     | Alberto Pagani     | LinTo     | Ret           |      |  |
| Ret     | Ron Chandler       | Kawasaki  | Ret           |      |  |
| Ret     | Frank Perris       | Seeley    | Ret           |      |  |
| Ret     | Lothar John        | Yamaha    | Ret           |      |  |
| Ret     | Kurt-Ivan Carlsson | Yamaha    | Ret           |      |  |
| Ret     | Lars Pahlsson      | PN-CZ     | Ret           |      |  |
| Ret     | Ingemar Bengtsson  | Norton    | Ret           |      |  |
| Ret     | Gyula Marsovszky   | LinTo     | Ret           |      |  |
| Ret     | Frank Perris       | Susuki    | Ret           |      |  |
| Ret     | Borge Nielsen      | Honda     | Ret           |      |  |
| Ret     | Lasse Johansson    | HM        | Ret           |      |  |
| Ret     | Godfrey Nash       | Honda     | Ret           |      |  |
| Ret     | Bo Strandell       | LinTo     | Ret           |      |  |
| Fuente: |                    |           |               |      |  |

## Resultados 350cc
En la carrera de 350 cc, Giacomo Agostini inmediatamente tomó la delantera en la carrera sin dar oportunidad a sus oponentes. Es por eso que la atención se centró en la lucha por el segundo lugar entre Paul Smart, Jarno Saarinen y Theo Bult. A pesar de la pista mojada, tuvieron lugar fuertes combates, de los cuales Theo Bult fue víctima cuando se salió de la pista. No solo perdió una buena clasificación en la carrera, sino también su segundo lugar en el campeonato. Smart se convirtió en el segundo y Saarinen en tercero.
| Pos. | Piloto              | Moto      | Tiempo        | Pts. |
| ---- | ------------------- | --------- | ------------- | ---- |
| 1    | Giacomo Agostini    | MV Agusta | 1h 11' 13" 22 | 15   |
| 2    | Paul Smart          | Yamaha    | +32" 33       | 12   |
| 3    | Jarno Saarinen      | Yamaha    | +1' 30" 56    | 10   |
| 4    | Rodney Gould        | Yamaha    | +1' 46" 89    | 8    |
| 5    | Kurt-Ivan Carlsson  | Yamaha    | +1' 47" 90    | 6    |
| 6    | Teuvo Länsivuori    | Yamaha    |               | 5    |
| 7    | Bosse Granath       | Yamaha    |               | 4    |
| 8    | Eric Offenstadt     | Kawasaki  |               | 3    |
| 9    | Tommy Robb          | Yamaha    | 2 Vueltas     | 2    |
| 10   | Hannu Kuparinen     | Yamaha    | 2 Vueltas     | 1    |
| 11   | Werner Pfirter      | Yamaha    | 2 Vueltas     |      |
| 12   | Lothar John         | Yamaha    | 2 Vueltas     |      |
| 13   | Bosse Brolin        | Yamaha    | 2 Vueltas     |      |
| 14   | Lars Pahlsson       | Yamaha    | 3 Vueltas     |      |
| 15   | Lois With           | Yamaha    | 9 Vueltas     |      |
| Ret  | Laszlo Sazbó        | Yamaha    | Ret           |      |
| Ret  | Billie Nelson       | Yamaha    | Ret           |      |
| Ret  | Theo Bult           | Yamsel    | Ret           |      |
| Ret  | Jerry Lancaster     | Seeley    | Ret           |      |
| Ret  | Roland Nilsson      | Yamaha    | Ret           |      |
| Ret  | Franz Kroon         | Yamaha    | Ret           |      |
| Ret  | Sten-Gunnar Jansson | Yamaha    | Ret           |      |
| Ret  | Jack Findlay        | Yamaha    | Ret           |      |
| Ret  | Serge Zago          | Yamaha    | Ret           |      |
| Ret  | Morgan Radberg      | Yamaha    | Ret           |      |
| Ret  | Silvio Grassetti    | MZ        | Ret           |      |
| Ret  | Charles McGurk      | Yamaha    | Ret           |      |
| Ret  | Chris Fisker        | Yamaha    | Ret           |      |
| Ret  | Godfrey Nash        | Suzuki    | Ret           |      |

## Resultados 250cc
En el cuarto de litro,  las cosas finalmente mejoraron con Rodney Gould y Kent Andersson y sus Yamaha YZ 632. Lucharon juntos por el primer lugar, hasta que Andersson se retiró. Entonces Paul Smart tuvo que luchar por el segundo lugar con Theo Bult, hasta que este último se cayó con un cigüeñal roto. Eso hizo que Jarno Saarinen fuera tercero.
| Pos. | Piloto              | Moto     | Tiempo     | Pts. |
| ---- | ------------------- | -------- | ---------- | ---- |
| 1    | Rodney Gould        | Yamaha   | 58' 23" 18 | 15   |
| 2    | Paul Smart          | Yamaha   | +33" 22    | 12   |
| 3    | Jarno Saarinen      | Yamaha   | +19"       | 10   |
| 4    | Chas Mortimer       | Yamaha   | +1' 26" 44 | 8    |
| 5    | Frank Perris        | Yamaha   | +1' 30" 82 | 6    |
| 6    | Billie Nelson       | Yamaha   |            | 5    |
| 7    | John Dodds          | Yamaha   |            | 4    |
| 8    | Börje Jansson       | Yamasaki |            | 3    |
| 9    | Bosse Granath       | Yamaha   |            | 2    |
| 10   | Lennart Lindell     | Yamaha   |            | 1    |
| 11   | Ingemar Larsson     | Yamaha   | 1 Vuelta   |      |
| 12   | Björn Carlson       | Yamaha   | 1 Vuelta   |      |
| 13   | Hans Hallberg       | Yamaha   | 1 Vuelta   |      |
| 14   | Rustan Corneliusson | Yamaha   | 1 Vuelta   |      |
| 15   | Lennart Hogberg     | Yamaha   | 2 Vueltas  |      |
| 16   | Ingemar Bengtsson   | Yamaha   | 2 Vueltas  |      |
| 17   | Peter Jones         | Suzuki   | 2 Vueltas  |      |
| 18   | Charlie Dobson      | Yamaha   | 2 Vueltas  |      |
| 19   | Bosse Strandell     | Yamaha   | 2 Vueltas  |      |
| 20   | Werner Pfirter      | Yamaha   | 3 Vueltas  |      |
| Ret  | Silvio Grassetti    | MZ       | Ret        |      |
| Ret  | Dieter Braun        | Yamaha   | Ret        |      |
| Ret  | Chas Mortimer       | Yamaha   | Ret        |      |
| Ret  | Kent Andersson      | Yamaha   | Ret        |      |
| Ret  | Theo Bult           | Yamsel   | Ret        |      |
| Ret  | Barry Sheene        | Derbi    | Ret        |      |
| Ret  | Lazlo Szabó         | Yamaha   | Ret        |      |
| Ret  | Oronzo Memola       | Yamaha   | Ret        |      |
| Ret  | Roland Nilsson      | Yamaha   | Ret        |      |
| Ret  | Jerry Lancaster     | Seeley   | Ret        |      |
| Ret  | Charles McGurk      | Yamaha   | Ret        |      |
| Ret  | Roland Olsson       | Yamaha   | Ret        |      |
| Ret  | Keith Turner        | Saknas   | Ret        |      |
| Ret  | János Drapál        | Yamaha   | Ret        |      |
| Ret  | Kürt Liljekvist     | Yamaha   | Ret        |      |
| Ret  | Håkan Svensson      | Yamaha   | Ret        |      |
| Ret  | Lars Skjelfoss      | Yamaha   | Ret        |      |
| DNQ  | Jean-Louis Pasquier | Yamaha   | DNQ        |      |

## Resultados 125cc
En la categoría del octavo de litro, Ángel Nieto y Barry Sheene lucharon durante mucho tiempo por el liderato, pero Nieto se retiró con problemas mecánicos. Börje Jansson quedó en segundo lugar y Kent Andersson solo pudo vencer a Dieter Braun por tres décimas en la batalla por el tercer lugar.
| Pos. | Piloto              | Moto      | Tiempo     | Pts. |
| ---- | ------------------- | --------- | ---------- | ---- |
| 1    | Barry Sheene        | Suzuki    | 49' 15" 99 | 15   |
| 2    | Börje Jansson       | Maico     | +11" 75    | 12   |
| 3    | Kent Andersson      | Yamaha    | +46" 01    | 10   |
| 4    | Dieter Braun        | Maico     | +46" 38    | 8    |
| 5    | Dave Simmonds       | Kawasaki  | +1' 57" 93 | 6    |
| 6    | Toni Gruber         | Maico     |            | 5    |
| 7    | Matti Salonen       | Yamaha    |            | 4    |
| 8    | Thomas Heuschkel    | MZ        |            | 3    |
| 9    | Leif Rosell         | Maico     |            | 2    |
| 10   | Roland Olsson       | Yamaha    | 1 Vuelta   | 1    |
| 11   | Günter Fischer      | Maico     | 2 Vueltas  |      |
| 12   | Hartmut Bischoff    | MZ        | 2 Vueltas  |      |
| 13   | Ingemar Bengtsson   | Yamaha    | 2 Vueltas  |      |
| 14   | Kurt Andersson      | Maico     | 2 Vueltas  |      |
| 15   | Ryszard Mankiewicz  | MZ        | 2 Vueltas  |      |
| 16   | Leif Smedh          | Maico     | 2 Vueltas  |      |
| 17   | Lennart Lundgren    | Maico     | 2 Vueltas  |      |
| 18   | Goran Alden         | Maico     | 3 Vueltas  |      |
| 19   | Gert Bender         | Maico     | 3 Vueltas  |      |
| 20   | Aalt Toersen        | Suzuki    | 3 Vueltas  |      |
| Ret  | Ángel Nieto         | Derbi     | Ret        |      |
| Ret  | Chas Mortimer       | Yamaha    | Ret        |      |
| Ret  | John Dodds          | Aermacchi | Ret        |      |
| Ret  | Oronzo Memola       | Aermacchi | Ret        |      |
| Ret  | Gert Bender         | Maico     | Ret        |      |
| Ret  | Bernd Köhler        | MZ Re     | Ret        |      |
| Ret  | Jürgen Lenk         | MZ Re     | Ret        |      |
| Ret  | Gøsta Jensen        | GYS       | Ret        |      |
| Ret  | Lasse Johansson     | Maico     | Ret        |      |
| Ret  | Björn Carlsson      | Maico     | Ret        |      |
| Ret  | Bengt Gröndahl      | Maico     | Ret        |      |
| Ret  | Lennart Lindell     | Maico     | Ret        |      |
| Ret  | Håkan Svensson      | Maico     | Ret        |      |
| Ret  | Bosse Strandell     | MZ        | Ret        |      |
| Ret  | János Drapál        | MZ Re     | Ret        |      |
| DNQ  | Jean-Louis Pasquier | Maico     | DNQ        |      |

## Resultados 50cc
Gilberto Parlotti fue contratado para brindar apoyo a Ángel Nieto con su nueva Derbi. Y lo hizo bien ya que justo antes del final, dejó que Nieto ganara con una diferencia de una décima de segundo. Jan de Vries no pudo seguir el ritmo de todo y quedó tercero con 20 segundos de retraso. Jos Schurgers ya se había retirado con un pedal de engranaje roto.
| Pos. | Piloto              | Moto     | Tiempo     | Pts. |
| ---- | ------------------- | -------- | ---------- | ---- |
| 1    | Ángel Nieto         | Derbi    | 31' 25" 61 | 15   |
| 2    | Gilberto Parlotti   | Derbi    | +0" 15     | 12   |
| 3    | Jan de Vries        | Kreidler | +20" 49    | 10   |
| 4    | Barry Sheene        | Kreidler | +32" 19    | 8    |
| 5    | Herman Meijer       | Jamathi  | +1' 06" 56 | 6    |
| 6    | Jan Bruins          | Kreidler | +1 Vuelta  | 5    |
| 7    | Aalt Toersen        | Jamathi  | +1 Vuelta  | 4    |
| 8    | Lars Persson        | Monark   | +1 Vuelta  | 3    |
| 9    | Lennart Lindell     | Tomos    | +1 Vuelta  | 2    |
| 10   | Hans Johansson      | HM       | +1 Vuelta  | 1    |
| 11   | Lasse Johansson     | Maico    | +1 Vuelta  |      |
| 12   | Nils-Göran Wikström | Tomos    | +2 Vueltas |      |
| 13   | Robert Laver        | Hemyla   | +2 Vueltas |      |
| 14   | Bengt Bohm          | Tomos    | +1 Vuelta  |      |
| 15   | Ingemar Larsson     | Maico    | +2 Vueltas |      |
| 16   | Lars Pahlsson       | Kreidler | +2 Vueltas |      |
| 17   | Kent Nilsson        | Maico    | 2 Vueltas  |      |
| 18   | Lars Nilsson        | Kreidler | 2 Vueltas  |      |
| Ret  | Jean-Louis Pasquier | Derbi    | Ret        |      |
| Ret  | Jos Schurgers       | Kreidler | Ret        |      |
| Ret  | Ryszard Mankiewicz  | Kreidler | Ret        |      |
| Ret  | Bengt Lindqvist     | Tomos    | Ret        |      |
| Ret  | Leif Rosell         | Kreidler | Ret        |      |
| Ret  | Leif Smedh          | Puch     | Ret        |      |
| Ret  | Bosse Strandell     | Kreidler | Ret        |      |
| Ret  | Kent Emanuelsson    | Honda    | Ret        |      |